# Ramazzottius rupeus
Ramazzottius rupeus är en djurart som tillhör fylumet trögkrypare, och som beskrevs av Vladimir I. Biserov 1999. Ramazzottius rupeus ingår i släktet Ramazzottius och familjen Hypsibiidae. Inga underarter finns listade i Catalogue of Life.